# Marszowice (powiat wielicki)
Marszowice – wieś w Polsce, położona w województwie małopolskim, w powiecie wielickim, w gminie Gdów, na równinnym terenie Podgórza Bocheńskiego, na wschód od Gdowa, przy drodze wojewódzkiej nr 967.
W latach 1954–1959 wieś należała i była siedzibą gromady Marszowice, po jej likwidacji w gromadzie Niegowić. W latach 1975–1998 wieś położona była w województwie krakowskim.

## Opis wsi
Zabudowa luźna, o charakterze skupiskowym. W centrum wsi szkoła podstawowa wybudowana w latach 60. XX wieku. Liczne zabytkowe kapliczki wotywne. We wsi usługi agroturystyczne i noclegowe. Z atrakcji warto wymienić profesjonalny tor do jazdy motorami crossowymi i quadami położony nad Rabą. Z mostu na Rabie piękny widok na wieś i okolice Gdowa.

## Integralne części wsi
| SIMC    | Nazwa       | Rodzaj    |
| ------- | ----------- | --------- |
| 0318268 | Dół         | część wsi |
| 0318274 | Korbielów   | część wsi |
| 0318280 | Lasowe Domy | część wsi |
| 0318297 | Osteria     | część wsi |
| 0318305 | Pisiówka    | część wsi |
| 0318311 | Tuczarnia   | część wsi |
| 0318328 | Wygon       | część wsi |

## Osoby związane z Marszowicami
- o. Anzelm Gądek[6];
- Karol Schubert.